# Louise Stolberg
Frederikke Louise Stolberg (1761–1768 Gramm), född 1746, död 1824, var en dansk grevinna, salongsvärd, dramatiker och brevskrivare. Hon anses ha utövat politiskt inflytande över makthavare i Danmark och Tyskland och medverkade vid den danska statskuppen 1784.

## Biografi
Louise Stolberg var dotter till danska riksrådet Christian Ditlev Reventlow (1710–1775) och Johanne Frederikke von Bothmer (1718–1754). År 1761 gifte hon sig med hovjägmästaren Christian Frederik von Gramm (1737–1768).
Stolberg deltog i hovlivet från 1763 och blev 1766 en favorit hos drottning Caroline Matilde. Under en tid var både hon och hennes make inflytelserika personer vid hovet på grund av sin ställning hos drottningen. Louise Gramm uppges ha haft en talang för ryktesspridning, och fungerade som en kanal mellan drottningen och hovets damer: hon ska ha omväxlande talat om för drottningen var damerna sade om henne, och därefter tvärtom, och behöll länge en ställning som spion med båda parters förtroende innan metoden blottlades.
Louise Gramms första äktenskap var olyckligt, men hon fick beröm för att hon troget skötte maken, då han dog i en syfilis han också smittat henne med. Maken dog 1768, och då hon återkom till hovet efter sorgeåret hamnade hon snart i konflikt med drottningen på grund av sin konflikt med de tre hovdamerna Elisabet von Eyben, Anna Sofie Bülow och Christine Sophie von Gähler, som hon förtalade, och för att hon vägrade att delta i drottningens försök att förvisa Conrad Holck. Hon lämnade hovet 1771.
Efter att ha ägnat sig åt studier gifte hon sig sedan för andra gången av kärlek 1777 med greve Christian zu Stolberg-Stolberg (1748–1821). Paret bosatte sig i Tremsbüttel i Holsten, där maken var amtman och där de bodde fram till 1797; äktenskapet var barnlöst men mycket lyckligt, och hennes salong i Tremsbüttel blev under namnet “det grønne tempel” ett centrum för det dansk-tyska kulturlivet. Hon brevväxlade med Goethe samt de flesta i den samtida danska litterära och politiska världen. Hon författade 1782 dramat Emil, en fortsättning på romanen av Rosseau.
Louise Stolberg var rådgivare till sina politikerbröder Christian Ditlev Frederik Reventlow och Johan Ludvig Reventlow och medverkade i förberedelserna för statskuppen 1784, som förde det Bernstorff-Reventlow-Schimmelmannska partiet till makten. Hon hälsade franska revolutionen med bifall samtidigt som omgivningen blev ett centrum för franska emigranter; vid Napoleonkrigen 1807–1814 blev hon dock konservativ och hamnade i konflikt med danska regeringen och förespråkade holstensk separatism.
Louise Stolbergs brev finns bevarade och uppfattas som en viktig källa till det danska hovet under Caroline Matildes tid.